# Migliori marcatori ai FIBA EuroBasket
I Migliori marcatori ai FIBA EuroBasket è il riconoscimento che la FIBA Europe conferisce ad ogni edizione degli Europei di pallacanestro al miglior marcatore del torneo.
Il riconoscimento di miglior realizzatore è assegnato al giocatore che alla fine del torneo ottiene la migliore media-punti a partita (abbreviata in inglese con l'acronimo "PPG": point per game).

## Miglior marcatore del torneo

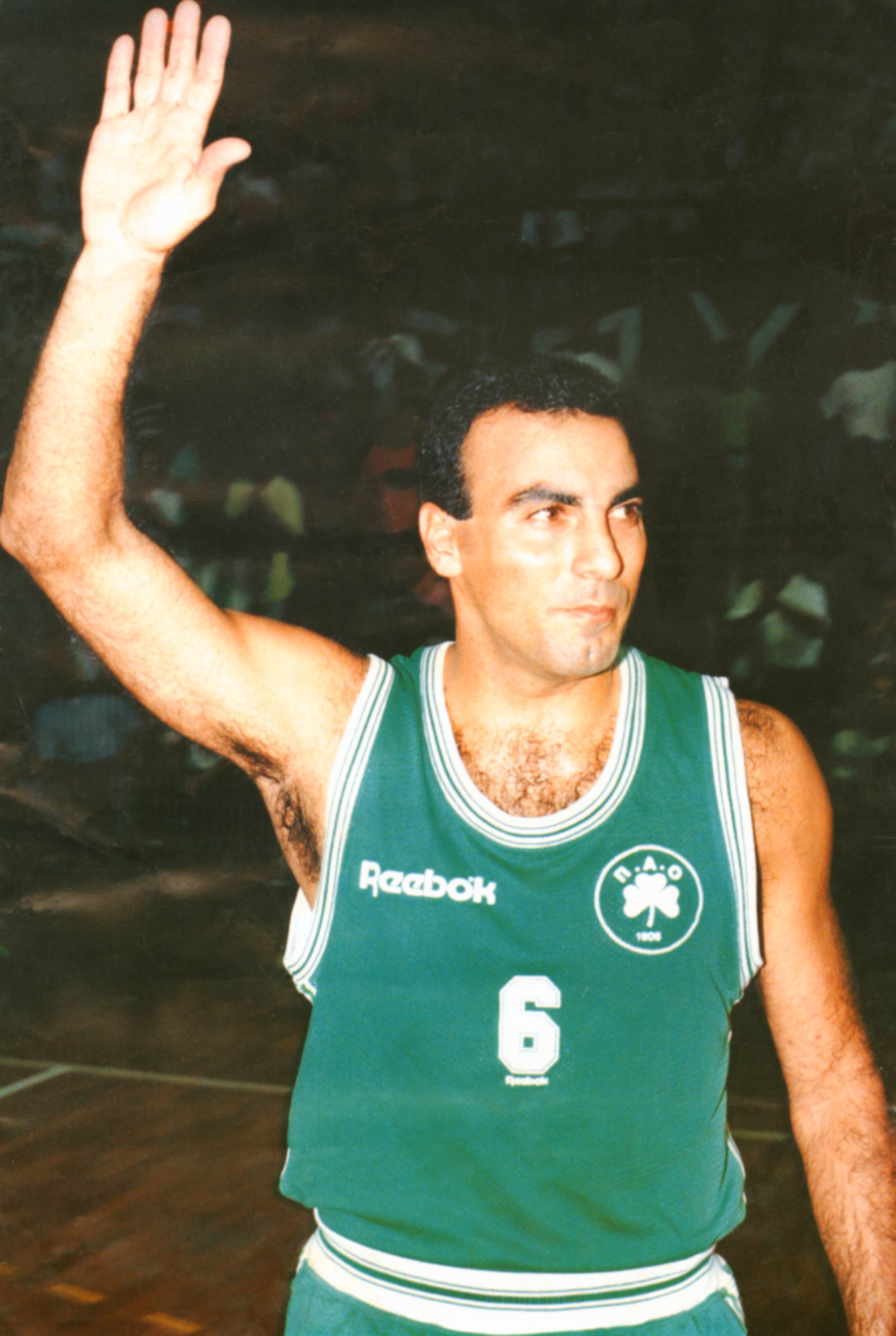
Nikos Galīs, quattro volte miglior marcatore del torneo

Radivoj Korać, tre volte miglior marcatore del torneo

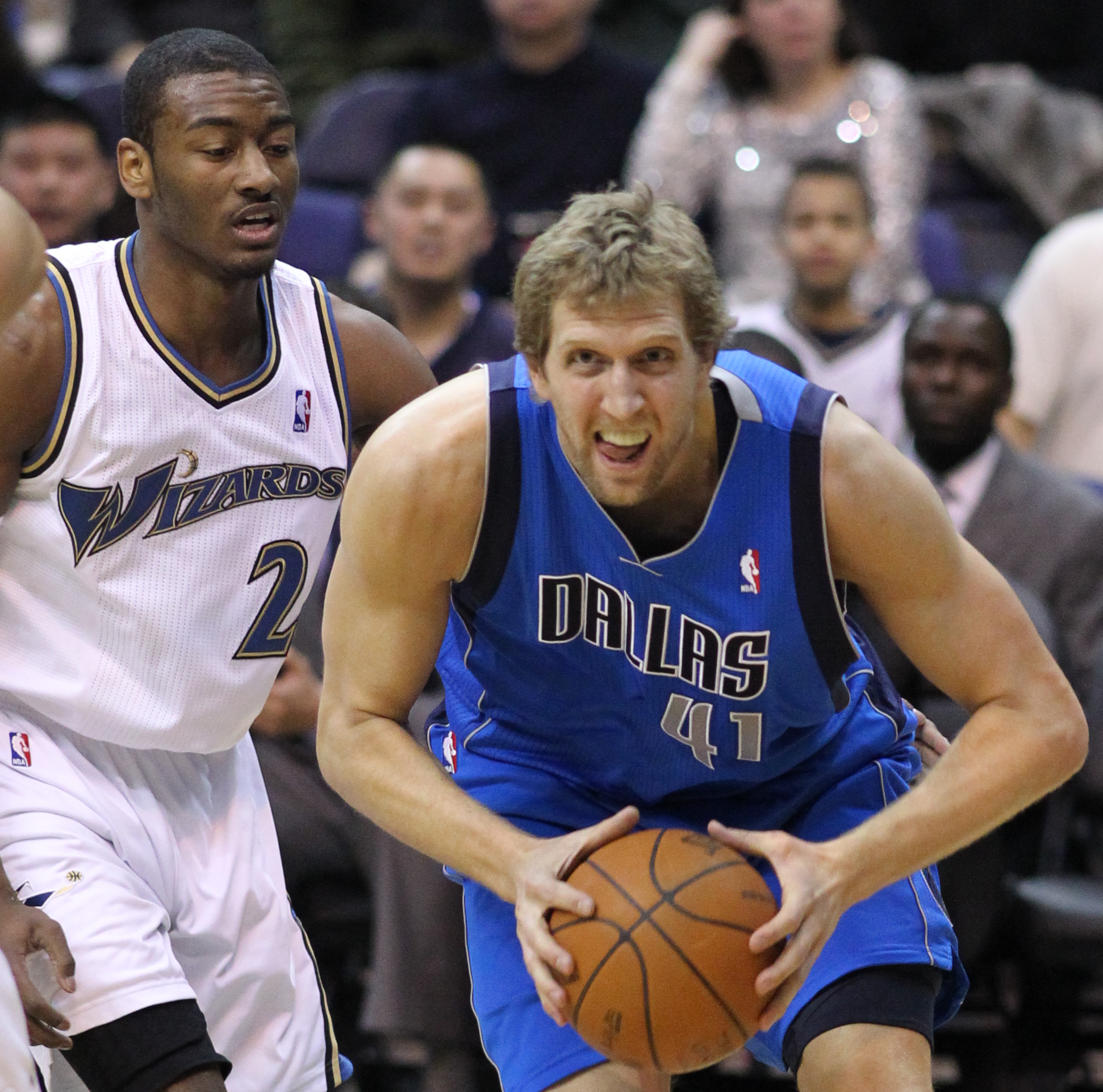
Dirk Nowitzki, tre volte miglior marcatore del torneo

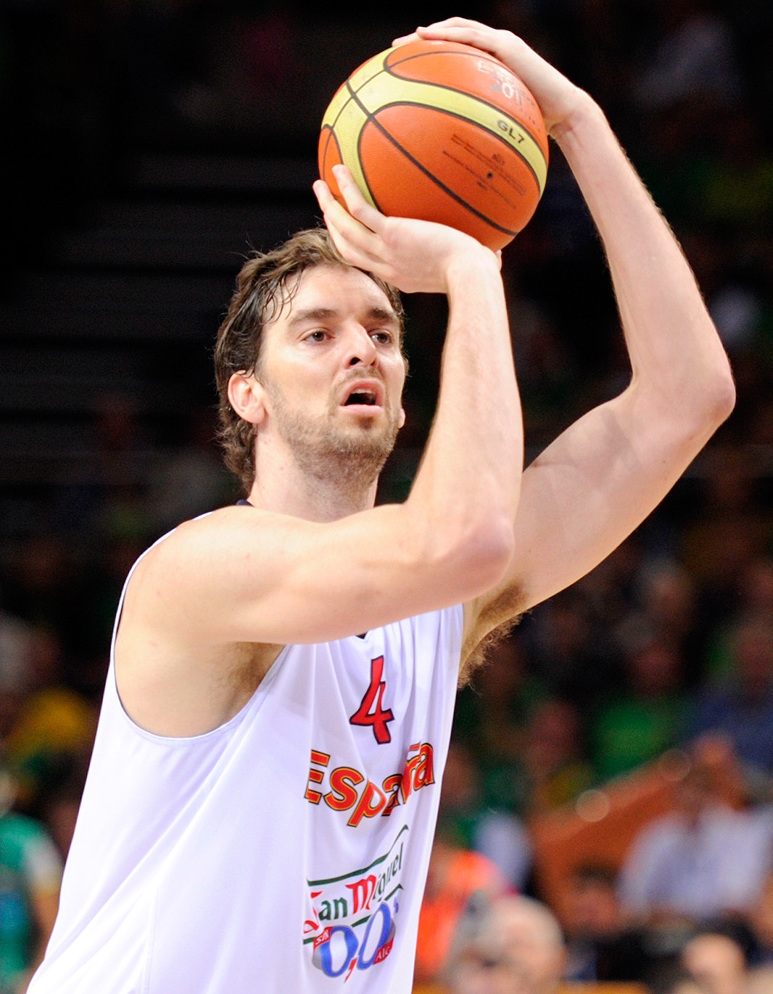
Pau Gasol, tre volte miglior marcatore del torneo

| Grassetto | MVP del torneo |

| Edizione | Nazionalità          | Nome                     | Media punti |
| -------- | -------------------- | ------------------------ | ----------- |
| 1935     | Italia               | Livio Franceschini       | 16,5        |
| 1937     | Lettonia             | Rūdolfs Jurciņš          | 12,5        |
| 1939     | Estonia              | Heino Veskila            | 16,6        |
| 1946     | Polonia              | Paweł Stok               | 12,6        |
| 1947     | Francia              | Jacques Perrier          | 13,7        |
| 1949     | Turchia              | Hüseyin Öztürk           | 19,3        |
| 1951     | Cecoslovacchia       | Ivan Mrázek              | 17,1        |
| 1953     | Libano               | Ahmed Idlibi             | 15,9        |
| 1955     | Cecoslovacchia       | Miroslav Škeřík          | 19,1        |
| 1957     | Belgio               | Eddy Terrace             | 23,3        |
| 1959     | Jugoslavia           | Radivoj Korać            | 28,1        |
| 1961     | Jugoslavia           | Radivoj Korać (2)        | 24,0        |
| 1963     | Jugoslavia           | Radivoj Korać (3)        | 26,6        |
| 1965     | Spagna               | Emiliano Rodríguez       | 21,6        |
| 1967     | Grecia               | Giōrgos Kolokythas       | 26,7        |
| 1969     | Grecia               | Giōrgos Kolokythas (2)   | 23,5        |
| 1971     | Polonia              | Edward Jurkiewicz        | 22,6        |
| 1973     | Bulgaria             | Atanas Golomeev          | 22,3        |
| 1975     | Bulgaria             | Atanas Golomeev (2)      | 22,9        |
| 1977     | Paesi Bassi          | Kees Akerboom            | 27,0        |
| 1979     | Polonia              | Mieczysław Młynarski     | 26,6        |
| 1981     | Polonia              | Mieczysław Młynarski (2) | 23,1        |
| 1983     | Grecia               | Nikos Galīs              | 33,0        |
| 1985     | Israele              | Doron Jamchi             | 28,1        |
| 1987     | Grecia               | Nikos Galīs (2)          | 37,0        |
| 1989     | Grecia               | Nikos Galīs (3)          | 35,6        |
| 1991     | Grecia               | Nikos Galīs (4)          | 32,4        |
| 1993     | Bosnia ed Erzegovina | Sabahudin Bilalović      | 24,6        |
| 1995     | Lituania             | Šarūnas Marčiulionis     | 22,5        |
| 1997     | Israele              | Oded Kattash             | 22,0        |
| 1999     | Spagna               | Alberto Herreros         | 19,2        |
| 2001     | Germania             | Dirk Nowitzki            | 28,7        |
| 2003     | Spagna               | Pau Gasol                | 25,8        |
| 2005     | Germania             | Dirk Nowitzki (2)        | 26,1        |
| 2007     | Germania             | Dirk Nowitzki (3)        | 24,0        |
| 2009     | Spagna               | Pau Gasol (2)            | 18,7        |
| 2011     | Francia              | Tony Parker              | 22,1        |
| 2013     | Francia              | Tony Parker (2)          | 19,0        |
| 2015     | Spagna               | Pau Gasol (3)            | 25,6        |
| 2017     | Russia               | Aleksej Šved             | 24,3        |
| 2022     | Grecia               | Giannīs Antetokounmpo    | 29,3        |

## Plurivincitori
| Inclusioni | Nazionale  | Giocatore                            |
| ---------- | ---------- | ------------------------------------ |
| 4          | Grecia     | Nikos Galīs (1983, 1987, 1989, 1991) |
| 3          | Jugoslavia | Radivoj Korać (1959, 1961, 1963)     |
| 3          | Germania   | Dirk Nowitzki (2001, 2005, 2007)     |
| 3          | Spagna     | Pau Gasol (2003, 2009, 2015)         |
| 2          | Grecia     | Giōrgos Kolokythas (1967, 1969)      |
| 2          | Bulgaria   | Atanas Golomeev (1973, 1975)         |
| 2          | Polonia    | Mieczysław Młynarski (1979, 1981)    |
| 2          | Francia    | Tony Parker (2011, 2013)             |